# تیشانی
تیشانی (به لاتین: Těšany) یک منطقهٔ مسکونی در جمهوری چک است که در ناحیه برنو-تسوونتری واقع شده‌است. تیشانی ۱۶٫۲۲ کیلومتر مربع مساحت و ۱٬۲۸۰ نفر جمعیت دارد و ۲۰۳ متر بالاتر از سطح دریا واقع شده‌است.